# ابو الغر، حماة
ابو الغر (به عربی: أبو الغر) یک روستا در سوریه است که در ناحیه سعن واقع شده‌است. ابو الغر ۲۶۱ نفر جمعیت دارد.